# Segregara transvaalensis
Segregara transvaalensis är en spindelart som först beskrevs av Hewitt 1913.  Segregara transvaalensis ingår i släktet Segregara och familjen Idiopidae. Utöver nominatformen finns också underarten S. t. paucispinulosus.